# Altdeutsche Tracht

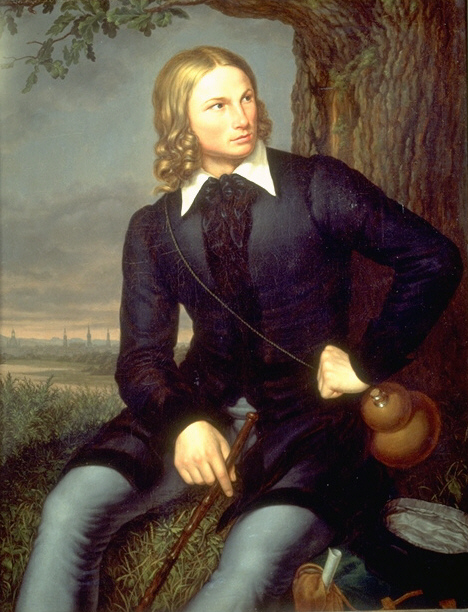
Un joven Hoffmann von Fallersleben en traje alemán antiguo, pintura de 1819.

Altdeuctsche Tracht (en alemán, Antiguo traje alemán) fue el nombre que se le dio a una moda que surgió en Alemania entre 1813 y 1815 y fue muy popular entre hombres y mujeres de las clases sociales medias y altas durante las guerras de liberación, como expresión del sentimiento nacional antifrancés. Esta moda fue tan provocadora e incendiaria que fue parcialmente prohibida por las autoridades durante la persecución demagoga, por ejemplo en los Decretos de Karlsbad.

## Apariencia
La nueva moda se basó en los elementos de la moda imperio contemporánea pero complementados con reminiscencias del siglo XVI, la época de la Reforma, Martín Lutero y las pinturas de Lucas Cranach, que entonces se percibía como típicamente alemán antiguo. Los elementos añadidos incluyeron en las mujeres mangas abullonadas en los hombros y acuchilladas, o sea con aberturas verticales, así como cuellos altos con volantes. La prenda de vestir más importante para los hombres era un abrigo cerrado largo y ajustado a la cintura, que se usaba habitualmente con el cuello bien abierto, acompañado de pantalones, y a menudo, una gran boina plana de terciopelo. El color predominante fue el negro, el color de los uniformes de muchos cuerpos de voluntarios durante las guerras de liberación. Los jóvenes varones además tendían a un comportamiento rebelde, así como el cabello más bien largo e incluso barbas.
Esta nueva moda prevalecería contra el estilo Imperio vigente, que era llamado "locura de la moda francesa". Se dice que ya en 1800 el oficial austriaco Conde von Sztarray se quejó a la Universidad de Heidelberg de que había visto estudiantes vestidos a la manera de los "enemigos franceses".

## Portadores destacados
Los principales defensores de la moda nacional alemana fueron Ernst Moritz Arndt y Karoline Pichler. Esta nueva moda fue vista como un signo de rechazo al dominio extranjero, pero también de resistencia a la forma de gobierno monárquica al viejo estilo y una actitud democrática libre. Después de la fundación de la Burschenschaft original en Jena en 1815, se convirtió en la marca de identificación de los miembros de las fraternidades estudiantiles, por ejemplo, los Giessen Schwarzen, que querían diferenciarse de los estudiantes del cuerpo de campo con una mentalidad más tradicional.
El portador más destacado de esta moda fue el príncipe heredero de Baviera Luis, que más tarde se convirtió en el rey Luis I.

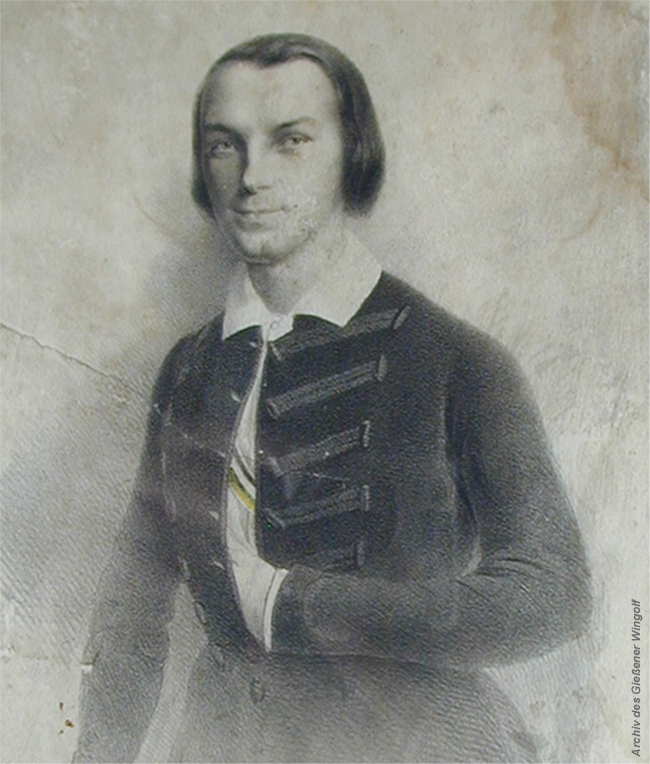
Estudiante en traje antiguo alemán, 1852.

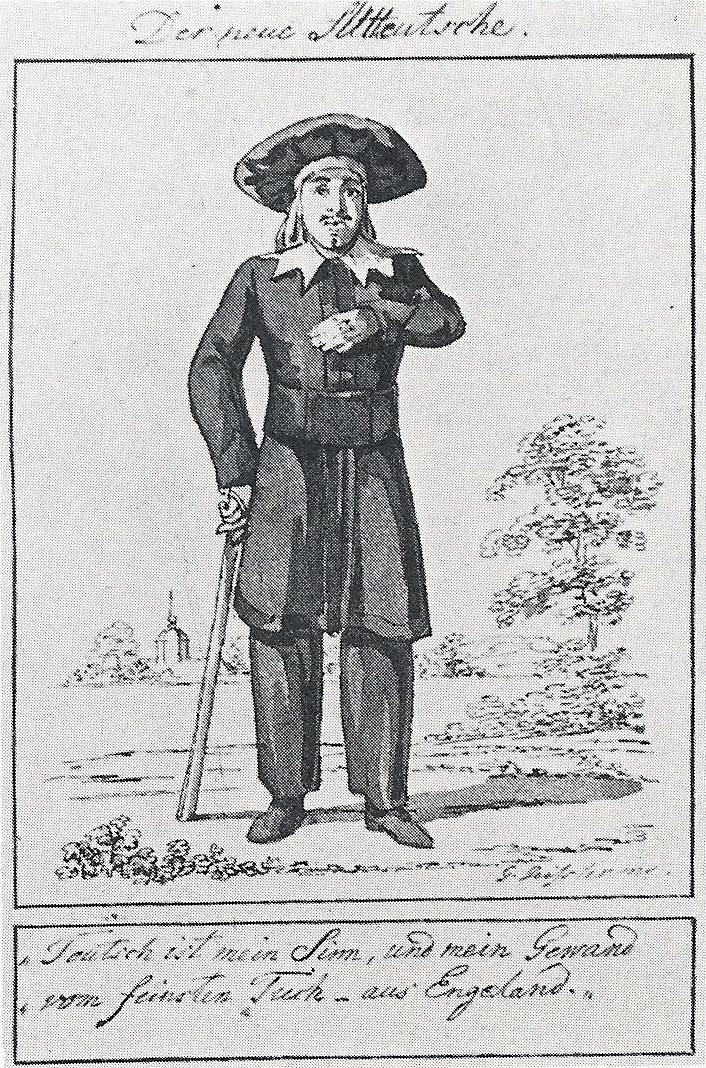
"El nuevo alemán antiguo": Mi mente es alemana, y mi prenda / hecha de la mejor tela ... inglesa. Caricatura de 1820 sobre el nacionalismo hipócrita.

## Crítica
El "viejo traje alemán" y el intento de establecerlo como el "traje nacional" alemán no estuvo exento de controversia entre los partidarios de la oposición liberal al régimen reaccionario de la época de los "Decretos de Karlsbad". El poeta Heinrich Hoffmann von Fallersleben, que a veces lo usaba él mismo, lo llamó el "traje del hombre oscuro" en un poema de su colección "Canciones no políticas" (probablemente en referencia a las "Cartas del hombre oscuro " de Ulrich von Hutten ) y se burló:
No te pongas la noche de atuendo,

será mejor que los eches del país!

Oscuridad y tristeza

hay suficiente en nuestro tiempo.